# Cristóbal Villalba
Cristóbal Villalba (Plasència, 1475 - Estella-Lizarra 1516), fou un hidalgo extremeny i militar castellà. Va realitzar la seva carrera militar al nord d'Àfrica i Itàlia, participant en la conquesta de Nàpols al costat del Gran Capità. En 1512 va ser coronel en l'exèrcit del Duc d'Alba, Fadrique Álvarez de Toledo, quan es va realitzar la Conquesta de Navarra. Va participar en diferents accions, sent entre les més destacables la detenció al març de 1516 del mariscal Pere de Navarra en l'intent de recuperar el Regne de Navarra per Joan III d'Albret. Va prendre part activament en la destrucció dels castells del regne, complint les ordres del Cardenal Cisneros. Va morir mentre jeia amb la seva dona a l'hora de la migdiada. Alguns cronistes atribueixen la mort a enverinament i acusarien com a responsable al comte de Lerín (líder beaumontès) per enderrocar les muralles dels seus senyorius.